# Nahid Persson
Nahid Sarvestani Persson (in persiano: ناهید پرسون; Shiraz, 24 maggio 1960) è una regista iraniana naturalizzata svedese.

## Biografia
Cresciuta in una famiglia povera, è diciannovenne durante la rivoluzione khomeinista, alla quale partecipa con una piccola organizzazione comunista. Suo fratello Rostam viene ucciso nel 1979 dopo esser stato rapito dai Khomeinisti.
I suoi documentari più famosi sono Prostitution Behind the Veil, My mother - A Persian Princess, The End of Exile, e The Last Days of Life. Nel 2007, dopo essere stata arrestata e imprigionata dalle autorità iraniane con l'accusa di aver infamato il suo paese d'origine con il dettagliato ritratto di due prostitute in Iran (Prostitution behind the Veil, 2004), completa il documentario Four Wives - One Man con difficoltà e in condizione di pericolo.
The Last Days of Life ha ricevuto il premio giornalistico della Swedish Cancer Foundation (Cancerfondens) nel 2002. Prostitution Behind The Veil ha ricevuto una nomination all'International Emmy, al Golden Dragon e al Krakow Film Festival, ed è stato proclamato Best International News Documentary al festival della televisione di Montecarlo, oltre ad aver ricevuto il Crystal Award (Kristallen) dalla SVT (televisione statale svedese) e il Golden Scarab (Guldbaggen) dallo Swedish Film Institute nel 2005.
Nel 2008 realizza The Queen and I, documentario sull'ex-regina dell'Iran Farah Pahlavi. Viene presentato al Sundance Film Festival del 2009 e nominato per il Gran premio della giuria, in concomitanza con il trentesimo anniversario della rivoluzione.
La Persson condivide inoltre il premio culturale TCO (Tjänstemännens Central Organisation) del 2005 con l'autrice Marjaneh Bakhtiari.